# Ku’damm 56 – Das Musical

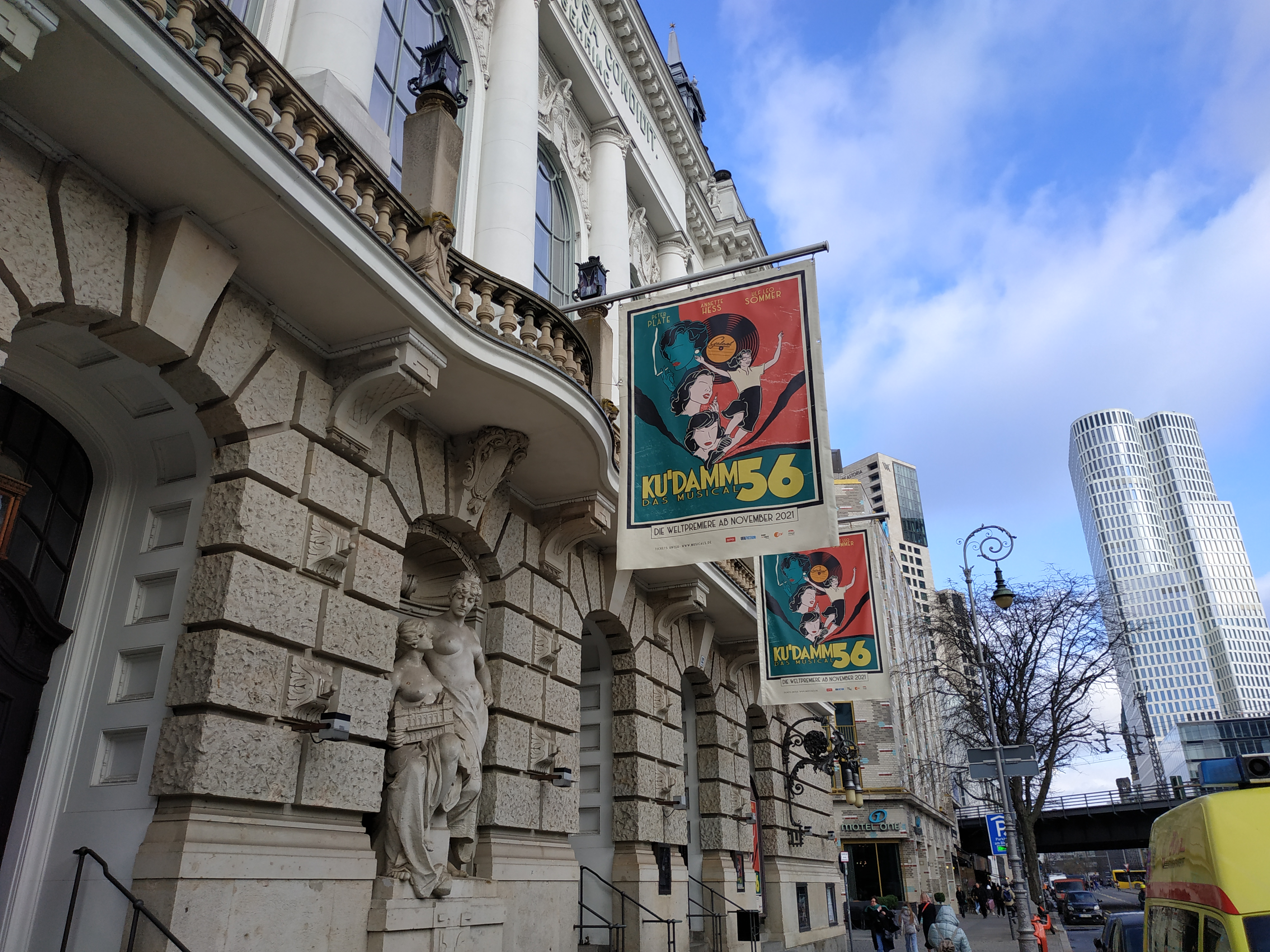
Ku’damm 56, Spielstätte Theater des Westens (2022)

Ku’damm 56 – Das Musical ist ein Musical von Annette Hess und den Komponisten und Textern Peter Plate und Ulf Leo Sommer. Das Musical wurde am 28. November 2021 im Berliner Theater des Westens uraufgeführt. Inhaltlich basiert das Musical auf dem gleichnamigen Fernseh-Dreiteiler (Regie: Sven Bohse), dessen Drehbuch die Autorin in ein Libretto umarbeitete. Die Spieldauer beträgt etwa zweieinhalb Stunden. Die Vorstellungen fanden bis zum 19. Februar 2023 statt. Produziert wurde das Musical von der BMG, UFA in Zusammenarbeit mit Peter Plate und Ulf Leo Sommer. Im Februar 2023 wurde mit Ku’damm 59 eine Musicalfortsetzung basierend auf der gleichnamigen zweiten Staffel der Fernsehserie angekündigt, welche im Mai 2024 Premiere feierte und bis Februar 2025 im Theater des Westens in Berlin gespielt wird. Während der Spielzeit kündigten Plate und Sommer an, dass die dritte Staffel (Ku’damm 63) nicht als Musical adaptiert werden wird.

## Handlung
Erster Akt
Monika Schöllack kehrt zur Hochzeit ihrer Schwester Helga nach Hause zurück. Sie wurde wegen ungebührlichen Benehmens der Hauswirtschaftsschule verwiesen, was ihre Mutter Caterina Schöllack, die eine Tanzschule betreibt, sehr beschämt. Für Caterina ist der Ruf der Familie das wichtigste. Deswegen redet sie ihrer anderen Tochter Eva ein, dass die Heirat mit Prof. Dr. Jürgen Fassbender eine gute Partie ist. Caterina bringt Monika mit Joachim Franck in Verbindung; dieser vergewaltigt Monika jedoch. Ihre Mutter versucht zwar, daraus noch einen Nutzen zu ziehen und eine Heirat zu erzwingen, wird aber von den Francks rigoros abgewiesen. Monika beginnt daraufhin in der Tanzschule zu arbeiten und trifft dort auf Freddy. Dank ihm entdeckt sie bald ihre Liebe zum Rock ’n’ Roll.
In Helgas junger Ehe treten erste Probleme auf. Ihr Mann Wolfgang ist homosexuell und will sich dies nicht eingestehen, weswegen er zu Prof. Dr. Fassbender in Behandlung geht. Mit der Zeit kommen sich auch Monika und Joachim näher, da Monika erkennt, dass dieser unter seinem Vater leidet, wie sie unter ihrer Mutter. Eva glaubt immer wieder, dass sie ihren toten Vater Gerd Schöllack sieht. Bis sie ihn eines Tages tatsächlich trifft. Sie erzählt es ihrer Schwester Monika. Bei einem Essen bei Helga und Wolfgang kommt es zu Auseinandersetzungen in der Familie, in der Monika offenbart, dass ihr Vater lebt.
Zweiter Akt
Caterina gesteht ihren Töchtern, dass Gerd gar nicht tot ist, sondern am Leben ist. Dieser ist nach einem Verrat untergetaucht. Monika verbringt immer mehr Tanzstunden mit Freddy und beginnt eine Affäre mit ihm. Eines Tages muss sie feststellen, dass sie von ihm schwanger ist. Wolfgang gesteht sich seine Homosexualität ein, was Helga jedoch nicht akzeptieren will, da eine Scheidung bei den Schöllacks nicht in Frage kommt.
Monika erzählt ihrer Mutter von der Schwangerschaft. Diese will sie dazu bewegen, diesen Umstand zu nutzen, um Joachim zu einer Ehe zu zwingen, indem Monika ihm das Kind „unterschiebt“. Monika will dies auch zunächst tun, gesteht jedoch Joachim die Wahrheit. Als sie Caterina davon erzählt, offenbart diese, dass Gerd Schöllack nicht Monikas leiblicher Vater ist, sondern Fritz Assmann. Sie nimmt wieder Kontakt zu Joachim auf, der sich nach einem schweren Autounfall und Monikas Vorwürfen charakterlich verändert zu haben scheint. So ist er nicht nur aus der väterlichen Fabrikanten-Villa ausgezogen, sondern verwirklicht seinen Traum, ein Buch zu schreiben.
Monika hingegen kann sich zwischen ihren Gefühlen zu Joachim und Freddy nicht entscheiden, was zur Folge hat, dass sich die beiden bei der jährlichen Gala ihretwegen prügeln. Dabei begreift Monika, dass sie sich noch gar nicht binden möchte. Monika beschließt das Kind zu behalten und mit Freddy von Tanzturnier zu Tanzturnier zu pendeln und den Dingen ihren natürlichen Lauf zu lassen.

## Aufführungen
| Aufführungsort    | Premiere          | Derniere          | Aufführungen | Theater                   |
| ----------------- | ----------------- | ----------------- | ------------ | ------------------------- |
| Berlin            | 28. November 2021 | 19. Februar 2023  | 497          | Theater des Westens       |
| Touraufführungen  |                   |                   |              |                           |
| München           | 29. November 2023 | 17. Dezember 2023 | 22           | Deutsches Theater München |
| Frankfurt am Main | 20. Dezember 2023 | 7. Januar 2024    | 22           | Alte Oper                 |
| Berlin            | 12. Januar 2024   | 29. Februar 2024  | 56           | Theater des Westens       |

## Titelliste
| Erster Akt - „Monika“ – Freddy & Ensemble - „Führerlos“ – Freddy - „Liebes Universum“ – Monika - „Das kann nur die Rumba“ – Eva, Helga & Monika - „Das ist für immer“ – Caterina - „Zügellos“ – Otto & Ensemble - „Berlin, Berlin“ – Freddy - „Ich will nicht werden wie mein Vater“ – Joachim - „Ich lass nicht zu, lässt du dich geh'n“ – Caterina - „Mutter Brause“ – Mutter-Brause-Solist & Ensemble - „Alles wird gut“ – Helga | Zweiter Akt - „Herzlichen Glückwunsch“ – Freddy, Joachim & Wolfgang - „Früher“ – Caterina - „Heute Nacht“ – Freddy & Ensemble - „Ein besserer Mensch“ – Wolfgang & Joachim - „Wenn du dich auflöst“ – Monika - „Wer war nochmal Anika?“ – Freddy - „Ich werd mich nur umdreh'n“ – Monika, Helga und Eva - „Es wird Herbst, Caterina“ – Assmann - „Was wäre wenn“ – Joachim, Monika, Wolfgang, Helga und Ensemble - „Mutter Brause (Reprise)“ – Monika, Freddy, Mutter-Brause-Solist & Ensemble - „Ich tanz allein“ – Monika - „Monika (Reprise)“ – Ensemble |

## Besetzung
| Rolle                       | Premierenbesetzung (28. November 2021) | Dernierenbesetzung (19. Februar 2023) | Tour-Dernierenbesetzung (29. Februar 2024) |
| --------------------------- | -------------------------------------- | ------------------------------------- | ------------------------------------------ |
| Monika Schöllack            | Sandra Leitner                         | Sandra Leitner                        | Sandra Leitner                             |
| Freddy Donath               | David Jakobs                           | Pedro Reichert                        | Nico Went                                  |
| Caterina Schöllack          | Katja Uhlig                            | Katja Uhlig                           | Katja Uhlig                                |
| Helga Schöllack             | Tamara Pascual                         | Marlene Jubelius                      | Marlene Jubelius                           |
| Eva Schöllack               | Isabel Waltsgott                       | Isabel Waltsgott                      | Isabel Waltsgott                           |
| Joachim Franck              | David Nádvornik                        | Patrik Cieslik                        | Patrik Cieslik                             |
| Wolfgang von Boost          | Dennis Hupka                           | Dennis Hupka                          | Dennis Hupka                               |
| Otto Franck                 | Rudi Reschke                           | Rudi Reschke                          | Rudi Reschke                               |
| Gerd Schöllack              | Martin Timmy Haberger                  | Wolfgang Türks                        | Marco Billep                               |
| Fritz Assmann               | Thorsten Tinney                        | Jerry Marwig                          | Thorsten Tinney                            |
| Prof. Dr. Jürgen Fassbender | Holger Hauer                           | Holger Hauer                          | Holger Hauer                               |
| Mutter-Brause-Solist        | Florian Heinke                         | Raphael Groß                          | Alexander Auler                            |

Im April 2022 übernahmen Pedro Reichert die Rolle des Freddy und Marlene Jubelius die Helga Schöllack.

## Soundtrack
Am 10. September 2021 wurde der Soundtrack des Musicals veröffentlicht. In der Soundtrackversion werden die Lieder von Caterina Schöllack nicht von Katja Uhlig gesungen, sondern von Elisabeth Ebner.
1. Monika – David Jakobs & Ku’damm 56 Cast
2. Liebes Universum – Sandra Leitner
3. Das kann nur die Rumba – Isabel Waltsgott
4. Zügellos  – Rudi Reschke & Ku’damm 56 Cast
5. Berlin, Berlin – David Jakobs
6. Ich will nicht werden wie mein Vater – David Nádvornik
7. Ich lass nicht zu, lässt du dich geh'n – Elisabeth Ebner
8. Mutter Brause – David Jakobs & Ku’damm 56 Cast
9. Alles wird gut – Tamara Pascual & Ku’damm 56 Cast
10. Herzlichen Glückwunsch – David Jakobs, David Nádvornik, Dennis Hupka & Ku’damm 56 Cast
11. Früher – Elisabeth Ebner
12. Heute Nacht – David Jakobs & Ku’damm 56 Cast
13. Ein besserer Mensch – Dennis Hupka
14. Wenn du dich auflöst – Sandra Leitner & Ku’damm 56 Cast
15. Wer war nochmal Anika? – David Jakobs & Ku’damm 56 Cast
16. Ich werd mich nur umdreh'n – Sandra Leitner & Isabel Waltsgott
17. Was wäre wenn – David Nádvornik, Dennis Hupka, Sandra Leitner & Ku’damm 56 Cast
18. Ich tanz allein – Sandra Leitner.

Am 24. Juni 2022 erschien eine Deluxe-Edition des Soundtracks, der neben der o. g. Trackliste noch eine erweiterte mit Gaststars beinhaltet:
1. Ich tanz allein – AnNa R.
2. Herzlichen Glückwunsch – Max Raabe
3. Wenn du dich auflöst – Annett Louisan
4. Liebes Universum – Marcella Rockefeller
5. Ein besserer Mensch – Madeline Juno
6. Berlin, Berlin – Alexander Klaws
7. Ich will nicht werden wie mein Vater – Max Mutzke
8. Wer war nochmal Anika? – Lucy Diakovska
9. Mutter Brause – The Baseballs
10. Das kann nur die Rumba – Maite Kelly
11. Ich werd mich nur umdreh'n – Sabrina Weckerlin
12. Alles wird gut – Barbara Schöneberger
13. Congratulations – Lindiwe Suttle Müller-Westernhagen
14. Ich lass nicht zu, lässt du dich geh'n – Katharine Mehrling
15. Heute Nacht – Ross Antony
16. Ich tanz allein (Bangerz Remix) – AnNa R.

Am 30. September und 14. Oktober 2022 wurden zwei zuvor unveröffentlichte Lieder als Stream und Download veröffentlicht:
1. Das ist für immer – Lisa Marie Sumner
2. Führerlos – David Jakobs

## Auszeichnungen
Das Musical wurde 2022 sieben Mal für den Deutschen Musical Theater Preis nominiert. Gewinnen konnte man in den Kategorien Bestes Musical, Beste Komposition (Peter Plate, Ulf Leo Sommer, Daniel Faust, Joshua Lange), Beste Darstellerin in einer Hauptrolle (Katja Uhlig) und Bester Darsteller in einer Nebenrolle (David Nádvornik).

## Fortsetzung Ku’damm 59
Im Februar 2023 wurde bekannt, dass mit Ku’damm 59 – Das Musical eine Fortsetzung geplant ist. Die Uraufführung des Musicals fand am 5. Mai 2024 in Berlin im Theater des Westens statt. Zur Premiere kamen 1.600 Zuschauer. Am 21. Januar 2025 fand eine Sing-Along-Show statt.
Besetzung
| Rolle                       | Premierenbesetzung (5. Mai 2024) | Bemerkung                |
| --------------------------- | -------------------------------- | ------------------------ |
| Monika Schöllack            | Celina dos Santos                |                          |
| Caterina Schöllack          | Katja Uhlig                      |                          |
| Eva Fassbender              | Isabel Waltsgott                 |                          |
| Helga von Boost             | Pamina Lenn                      | auch Cover Christa Moser |
| Christa Moser               | Steffi Irmen                     |                          |
| Freddy Donath               | Mathias Reiser                   |                          |
| Joachim Franck              | David Nádvornik                  |                          |
| Wolfgang von Boost          | Philipp Nowicki                  |                          |
| Prof. Dr. Jürgen Fassbender | Cusch Jung                       |                          |
| Hans Liebknecht             | Alexander Auler                  | auch Cover Wolfgang      |
| Ninette Franck              | Elvin Karakurt                   | auch Cover Monika        |
| Ensemble:                   |                                  |                          |
| Ensemble                    | Mareike Heyen                    | auch Cover Monika        |
| Ensemble                    | Faye Bollheimer                  | auch Cover Eva           |
| Ensemble                    | Michaela Giada Ventura           |                          |
| Ensemble                    | Alexander Hartmann               | auch Cover Joachim       |
| Ensemble                    | Silvio Römer                     | auch Cover Freddy        |
| Ensemble                    | Riccardo Pastore                 |                          |

Zusätzlich stehen folgende Darsteller im Ensemble: AJ Kingma (Cross Swing), Dominik Schulz (Fassbender), Karen Müller (Swing; Cover Helga), Karolin Konert (Walk-In-Cover Caterina und Christa), Kiara Brunken (Ensemble), Lars Wandres (Cross Swing), Lisa Radl (Swing; Cover Helga), Lisa-Marie Sumner (Swing; Cover Caterina), Lucille-Mareen Mayr (Swing; Cover Eva), Marco Billep (Walk-In-Cover Fassbender), Nathan Johns (Swing; Cover Freddy und Joachim), Timo Stacey (Swing; Cover Wolfgang) und Tobias Joch (Joachim).
Ende Dezember 2024 fand ein kleiner Castchange statt. Hartmann, Römer und Pastore verließen die Produktion und wurden durch Felix Freund (Ensemble; Cover Freddy), Claudio Gottschalk-Schmitt (Ensemble) und Marius Blechstein (Ensemble) ersetzt.
Soundtrack
Am 12. April 2024 erschien der Soundtrack zum Musical, erneut geschrieben von Plate, Sommer und Lange:
1. Ich versprech dir – Celina dos Santos, Isabel Waltsgott & Pamina Lenn
2. Drei Minuten Held – Mathias Reiser
3. Frühling in Berlin – David Nádvornik & Celina dos Santos
4. Hotel am Wolfgangsee – Celina dos Santos & Mathias Reiser
5. Showbetrieb – Steffi Irmen
6. Willkommen im Erwachsensein – Philipp Nowicki & Pamina Lenn
7. Wär ich ein Mann – Isabel Waltsgott, Pamina Lenn & Celina dos Santos
8. Speer und Riefenstahl – Steffi Irmen & Katja Uhlig
9. Wenn die Schwalbe in den Himmel schaut – Isabel Waltsgott
10. Requiem – Mathias Reiser
11. Geh ran – Mathias Reiser & Celina dos Santos
12. Honig – Isabel Waltsgott
13. Zwischen Ost und West – Philipp Nowicki
14. Herr K – David Nádvornik
15. Belinda Hochreiter – Katja Uhlig
16. Frühling in Berlin Teil 2 – Celina dos Santos, Philipp Nowicki & David Nádvornik
17. 1! 2! 3! – Pamina Lenn & Katja Uhlig
18. Marie läft Amok – Celina dos Santos
19. Willkommen im Erwachsensein Teil 2 – Pamina Lenn
20. Monekind, wir werden immer tanzen – Mathias Reiser
21. Liebmichallee – Celina dos Santos

Auf einer zweiten CD wurden zusätzlich vier weitere Lieder veröffentlicht:
1. Das Heimatfilm Medley – Mathias Reiser & Celina dos Santos
2. Marie läuft Amok am Klavier – Celina dos Santos
3. Liebmichallee bei Nacht allein – Celina dos Santos
4. Ich schenk dir Liebe – Sebastian Rätzel

Titelliste
| Erster Akt - „Ich versprech dir“ – Monika, Eva, Helga & Ensemble - „Geh ran (1)“ – Monika & Freddy - „Halligalli“ – Ensemble - „Drei Minuten Held“ – Freddy - „Frühling in Berlin“ – Joachim & Monika - „Hotel am Wolfgangsee“ – Monika & Freddy - „Showbetrieb“ – Christa - „Willkommen im Erwachsensein (Teil 1)“ – Wolfgang, Helga & Ensemble - „Speer und Riefenstahl“ – Christa & Caterina - „Das Heimatfilm Medley (Teil 1)“ – Monika, Freddy & Ensemble - „Wenn die Schwalbe in den Himmel schaut“ – Eva | Zweiter Akt - „Das Heimatfilm Medley (Teil 2)“ – Christa & Ensemble - „Requiem“ – Freddy - „Geh ran (2)“ – F3, M3 & Ensemble - „Honig“ – Eva - „Marie läuft Amok (am Klavier)“ – Monika - „Zwischen Ost und West“ – Wolfgang & Hans - „Herr K.“ – Joachim - „Belinda Hochreiter“ – Caterina - „Marie läuft Amok“ – Monika & Freddy - „1! 2! 3!“ – Helga, Caterina & Ensemble - „Willkommen im Erwachsensein (Teil 2)“ – Helga & Ensemble - „Monekind wir werden immer tanzen“ – Freddy - „Liebmichallee“ – Monika & Ensemble |

Aufführungen
| Aufführungsort | Premiere    | Derniere         | Aufführungen | Theater             |
| -------------- | ----------- | ---------------- | ------------ | ------------------- |
| Berlin         | 5. Mai 2024 | 23. Februar 2025 |              | Theater des Westens |

## Belege
1. ↑  Berlin-Musical „Ku’damm 56“ geht in die zweite Spielzeit-Verlängerung. KulturFreak.de, 3. Juli 2022, abgerufen am 17. September 2022.
2. ↑  Spektakuläre Musical-Nacht: „Ku’damm 56 – Das Musical“ gestern erfolgreich gestartet. In: UFA. 29. November 2021, abgerufen am 21. September 2022.
3. ↑  "Ku'damm 56"-Musical in München, Frankfurt und dann Berlin. In: Zeit.de. 27. April 2023, abgerufen am 29. April 2023.
4. 1 2  Besetzung für „Ku’damm 56 – Das Musical“ in Berlin bekanntgegeben. In: MusicalZone.de. 30. September 2021, abgerufen am 17. September 2022.
5. ↑  Chartquellen: DE
6. ↑  Nominierungen für den Deutschen Musical Theater Preis 2022. MusicalRadio.de, abgerufen am 17. September 2022.
7. ↑  Deutscher Musical Theater Preis 2022. Deutsche Musical Akademie, abgerufen am 18. Oktober 2022.
8. ↑  Christoph Gedeon: „Ku’damm 59“ kommt als Musical nach Berlin. In: musicalzone.de. 6. Februar 2023, abgerufen am 31. März 2023.
9. ↑  Nadine Wenzlick: Standing Ovations in Berlin: Das Musical „Ku’damm 59“ feierte Weltpremiere. In: eventim.de. 6. Mai 2024, abgerufen am 8. Mai 2024.
10. ↑  Ku'damm 59 - Das Musical - Sing-Along. In: termine.de. Abgerufen am 3. Februar 2025.